# Tuff Guitar
Tuff Guitar è un album discografico del chitarrista statunitense Al Caiola, pubblicato dalla casa discografica United Artists Records nell'ottobre del 1964.

## Tracce

### LP
Lato A
1. Tuff Guitar – 1:57 (George Roumanis)
2. Hound Dog – 2:39 (Jerry Leiber, Mike Stoller)
3. Raunchy – 2:57 (Bill Justis, Sid Manker)
4. A Hard Day's Night (From the Motion Picture "A Hard Day's Night") – 2:41 (John Lennon, Paul McCartney)
5. (We're Gonna) Rock Around the Clock (From the Motion Picture "Rock Around the Clock") – 2:29 (Max C. Freedman, Jimmy DeKnight)
6. Tequila – 2:31 (Chuck Rio)

Lato B
1. Big Noise from Winnetka (From the Motion Picture "Let's Make Music") – 2:14 (Bob Crosby, Ray Bauduc, Bob Haggart, Gil Rodin)
2. Night Train – 2:49 (Jimmy Forrest)
3. Jambalaya (On the Bayou) – 2:00 (Hank Williams)
4. Memphis, Tennessee – 2:22 (Chuck Berry)
5. The Village Beat (From the Motion Picture "Diary of a Bachelor") – 2:41 (Jack Pleis)
6. Midnight Swim (From the Motion Picture "Sex and the Single Girl") – 2:14 (Neal Hefty)

## Musicisti
- Al Caiola - chitarra
- Altri musicisti non accreditati

Note aggiuntive
- Leroy Holmes - produttore[2]